# Nortia
Nortia is een kevergeslacht uit de familie van de boktorren (Cerambycidae). De wetenschappelijke naam van het geslacht werd voor het eerst geldig gepubliceerd in 1864 door Thomson.

## Soorten
Nortia omvat de volgende soorten:
- Nortia multicallosus Gressitt & Rondon, 1970
- Nortia afghanica Heyrovský, 1967
- Nortia carinicollis Schwarzer, 1925
- Nortia cavicollis Thomson, 1864
- Nortia dembickyi Holzschuh, 1995
- Nortia fuscata Holzschuh, 2005
- Nortia fuscipes Holzschuh, 2005
- Nortia geniculata (Pic, 1932)
- Nortia kusuii Kusama & Nara, 1974
- Nortia planicollis Gressitt, 1942